# Vallendar
Vallendar är en stad i Landkreis Mayen-Koblenz i förbundslandet Rheinland-Pfalz i Tyskland.
Staden ingår i kommunalförbundet Verbandsgemeinde Vallendar tillsammans med ytterligare tre kommuner.